# مودستو لوپز
مودستو لوپز (انگلیسی: Modesto López؛ زادهٔ ۲۱ ژانویهٔ ۱۹۶۵) بازیکن فوتبال اهل اسپانیا است.
از باشگاه‌هایی که در آن بازی کرده‌است می‌توان به باشگاه فوتبال دپورتیوو لاکرونیا اشاره کرد.